# Potštejn (Svitavská pahorkatina)
Potštejn (444 m n. m.) je vrch v okrese Rychnov nad Kněžnou Královéhradeckého kraje. Leží asi 0,5 km jižně od obce Potštejn na jejím katastrálním území. Na vrcholu se nachází stejnojmenná zřícenina hradu.

## Geomorfologické zařazení
Geomorfologicky vrch náleží do celku Svitavská pahorkatina, podcelku Českotřebovská vrchovina, okrsku Kozlovský hřbet a podokrsku Potštejnský hřbet.